# Marquesado del Amparo
El marquesado del Amparo es un título nobiliario español otorgado por Isabel II a Manuel Mencos y Manso de Zúñiga, por Real Decreto de Concesión del 20 de noviembre de 1852, por los méritos contraídos en el intento de regicidio del sacerdote Martín Merino el 2 de febrero del mismo año en la basílica de Atocha.

## Marqueses del Amparo
|                        | Titular                         | Periodo                |
| Creación por Isabel II | Creación por Isabel II          | Creación por Isabel II |
| ---------------------- | ------------------------------- | ---------------------- |
| I                      | Manuel Mencos y Manso de Zúñiga | 1852-1869              |
| II                     | Carlos Mencos y Ezpeleta        | 1875-1908              |
| III                    | Manuel Mencos y Ezpeleta        | 1910-1941              |
| IV                     | Carlos Mencos y Bosch           | 1959-2009              |
| V                      | Manuel Mencos y Pascual         | 2009-actual titular    |

## Historia de los marqueses del Amparo
- Manuel Joaquín de Mencos y Manso de Zúñiga (Pamplona el 21 de agosto de 1808-23 de enero de 1869), I marqués del Amparo, teniente coronel del Real Cuerpo de Alabarderos,[1] gentilhombre de cámara de S.M. (1845), maestrante de Sevilla, caballero de la Real y Militar Orden de San Hermenegildo (1847), Cruz de San Juan de Jerusalén (1845), Cruz de San Fernando de primera clase (1836), Cruz de Comendador de la Orden de Isabel la Católica (1852), Comendador de la Orden de Carlos III (1856). Hijo de Joaquín María Mencos y Eslava y de Manuela Manso de Zúñiga y Aréizaga, VII Condes de Guenduláin. Le sucedió su sobrino el 16 de junio de 1875:[1]
- Carlos Mencos y Ezpeleta (Pamplona el 1 de octubre de 1853-4 de abril de 1908), II marqués del Amparo,[1] maestrante de Sevilla, casado el 19 de octubre de 1877 con María de Ezpeleta y Samaniego, hija de José María de Ezpeleta y Aguirre Zuazo y de María de la Soledad de Samaniego y Asprer de Neoburgo, III condes de Ezpeleta de Beire. Le sucedió su hermano el 3 de marzo de 1910:[1]
- Manuel Mencos y Ezpeleta, III marqués del Amparo.[1] Le sucedió su hijo el 9 de octubre de 1959.[1]
- Carlos Mencos y Bosch, IV marqués del Amparo. Le sucedió el 16 de julio de 2009 su hijo:[1]
- Manuel Mencos Pascual, V marqués del Amparo.[1][2]